# Phare du Grau d'Aigues-Mortes
Le phare du Grau d'Aigues-Mortes est un ancien phare situé dans le département du Gard et dans la région Occitanie. Il est remplacé depuis 1869 par le phare de l'Espiguette.

## Géographie
Le phare est bâti sur la commune du Grau-du-Roi, dans le sud du Gard, en Petite Camargue gardoise et sur le littoral de la mer Méditerranée.

## Histoire

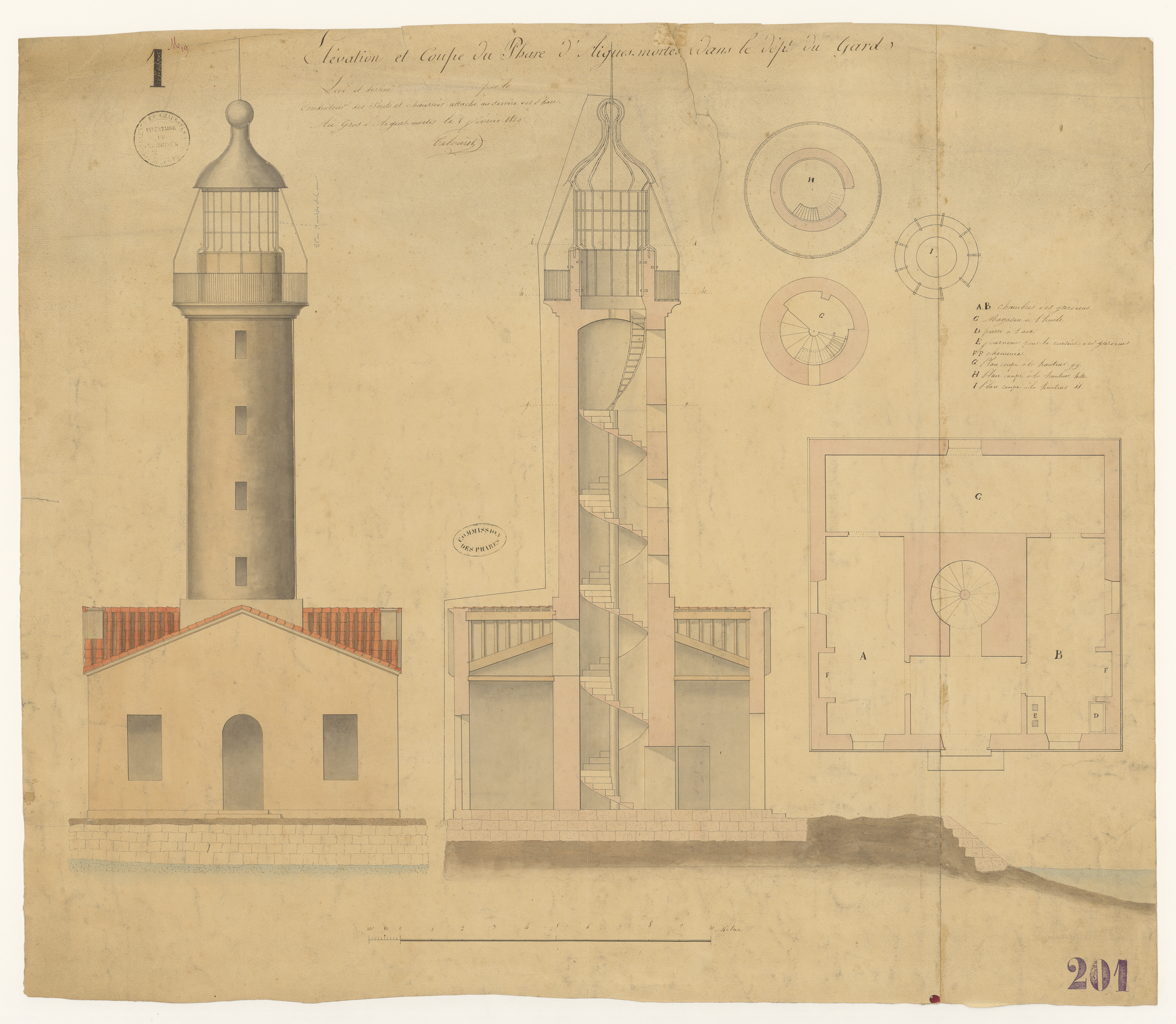
Phare d'Aigues-Mortes - plans 1829

Le phare, bâti par l'ingénieur Paul Courant en 1828 consiste en une tour cylindrique placée sur un soubassement carré. Il est édifié dans le cadre du premier programme d'éclairage des côtes françaises lancé par Fresnel en 1825, fait l’objet d’un classement au titre des monuments historiques depuis le 9 octobre 2012.
Il est remplacé par le phare de l'Espiguette dès 1869.

## Galerie

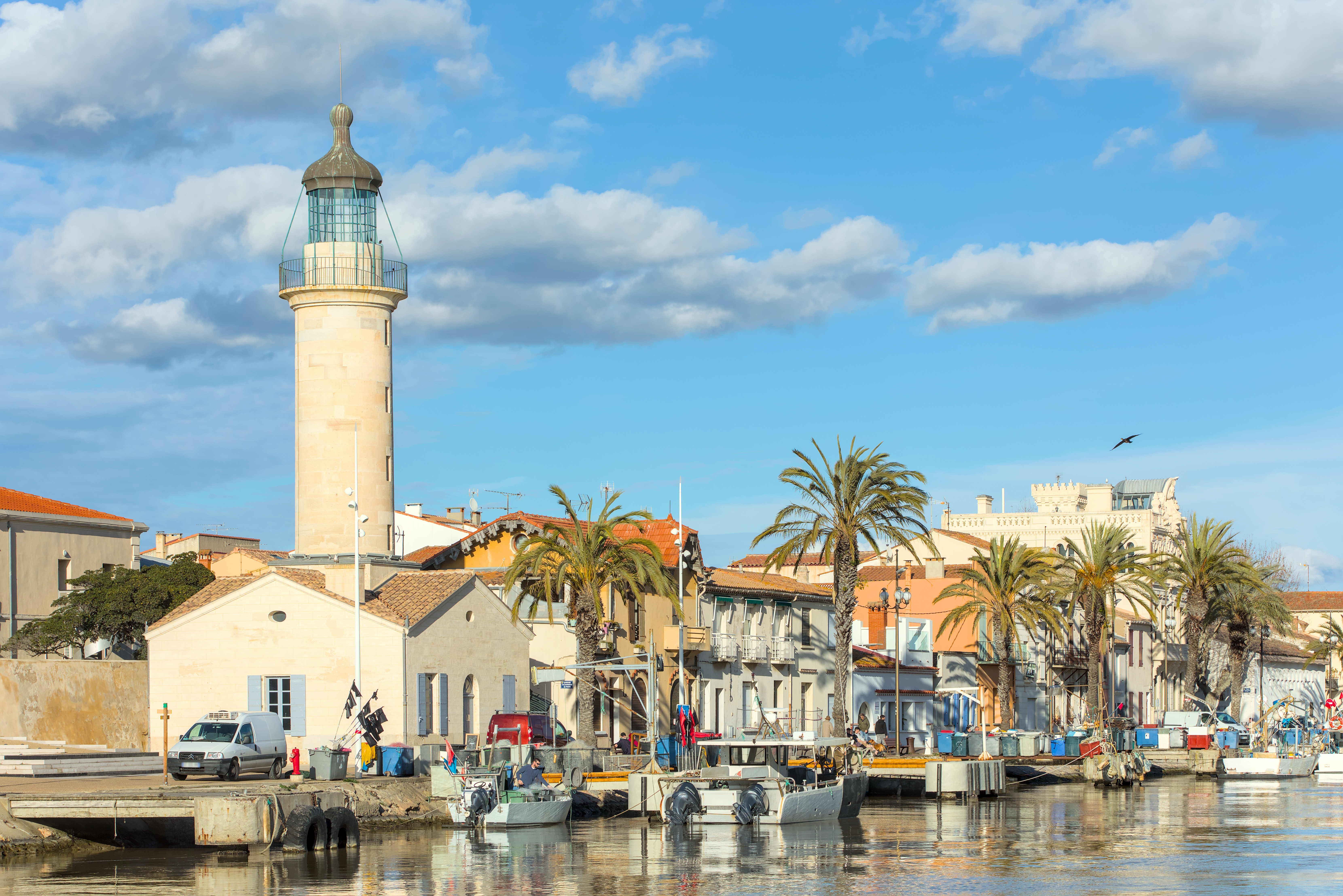
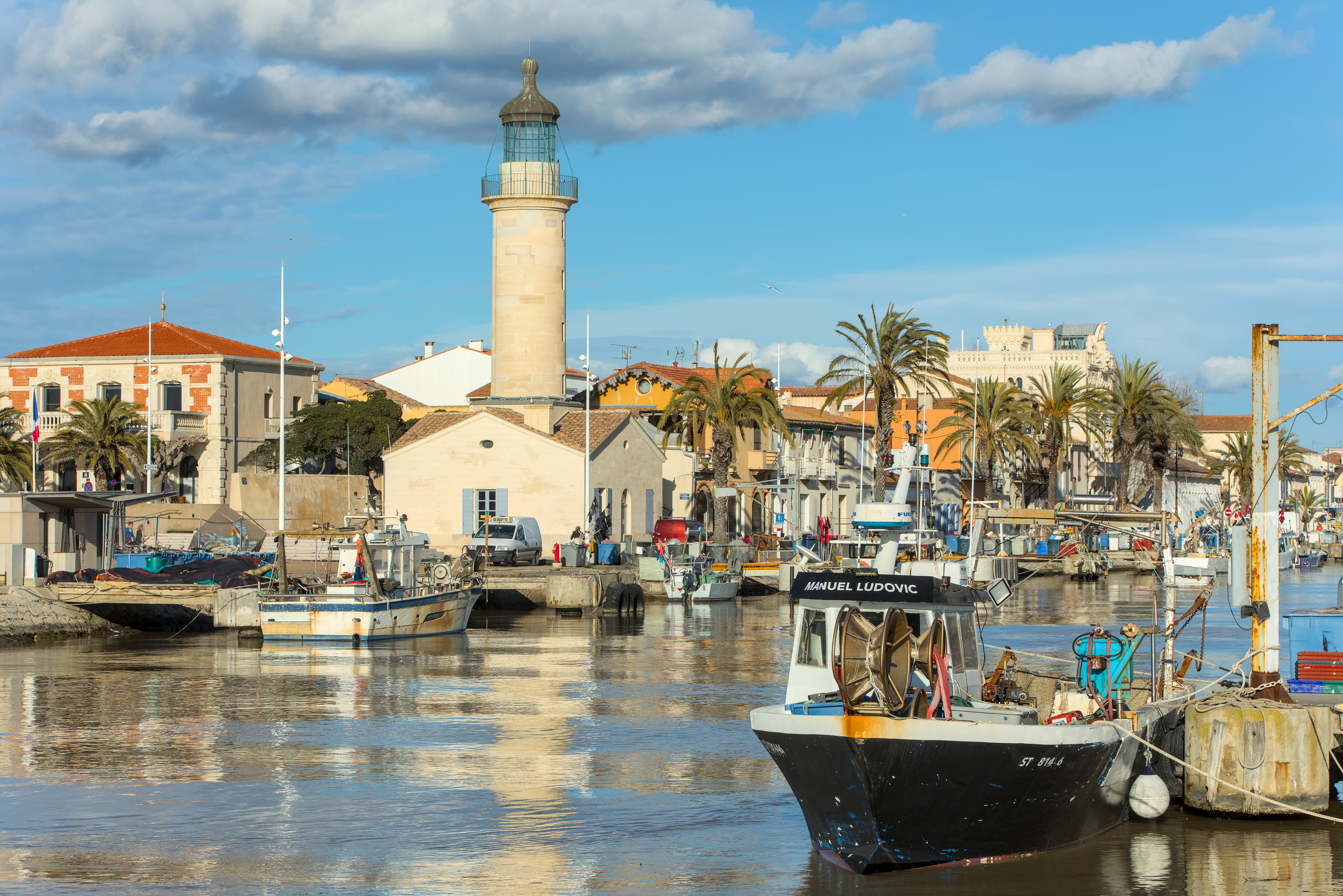
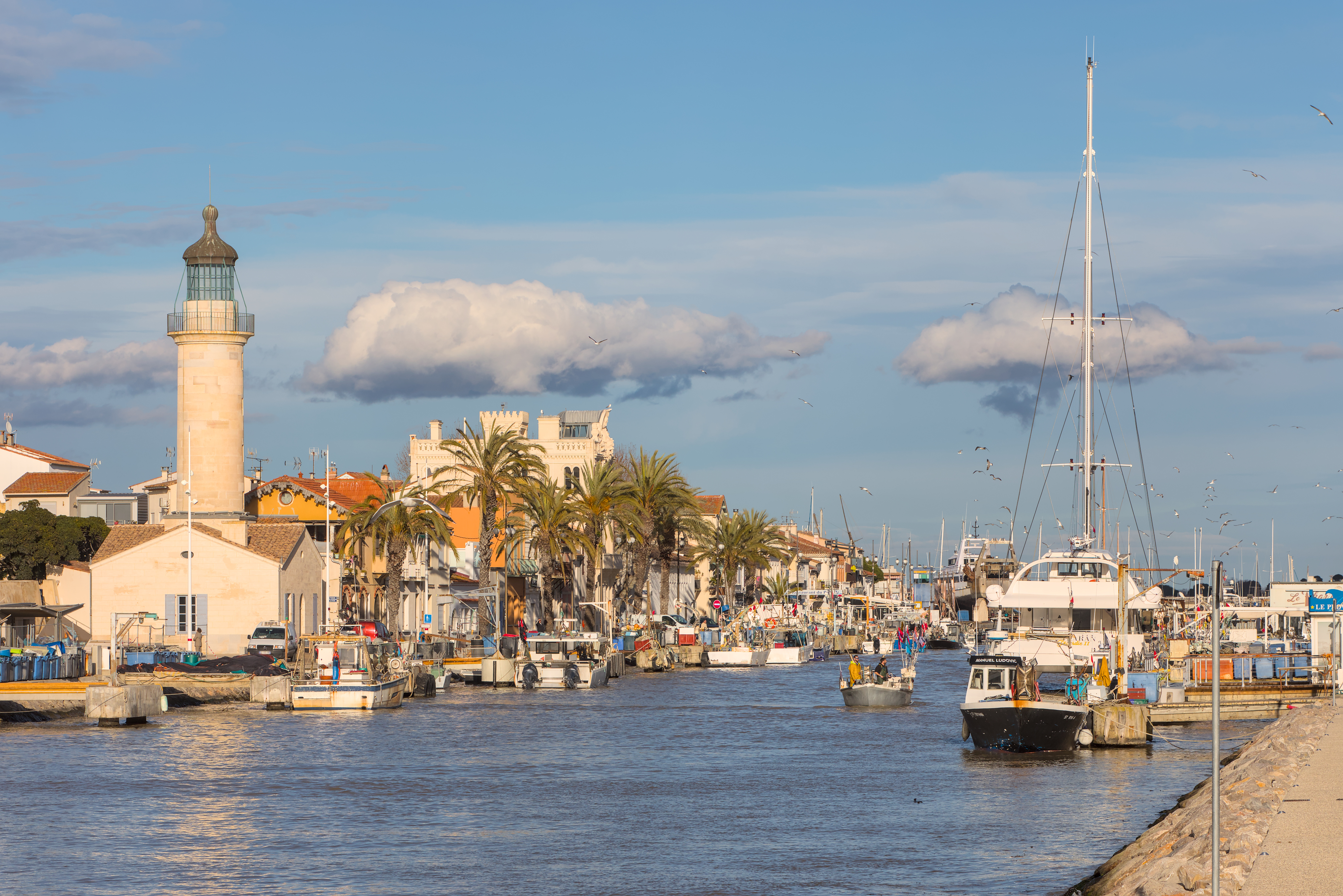
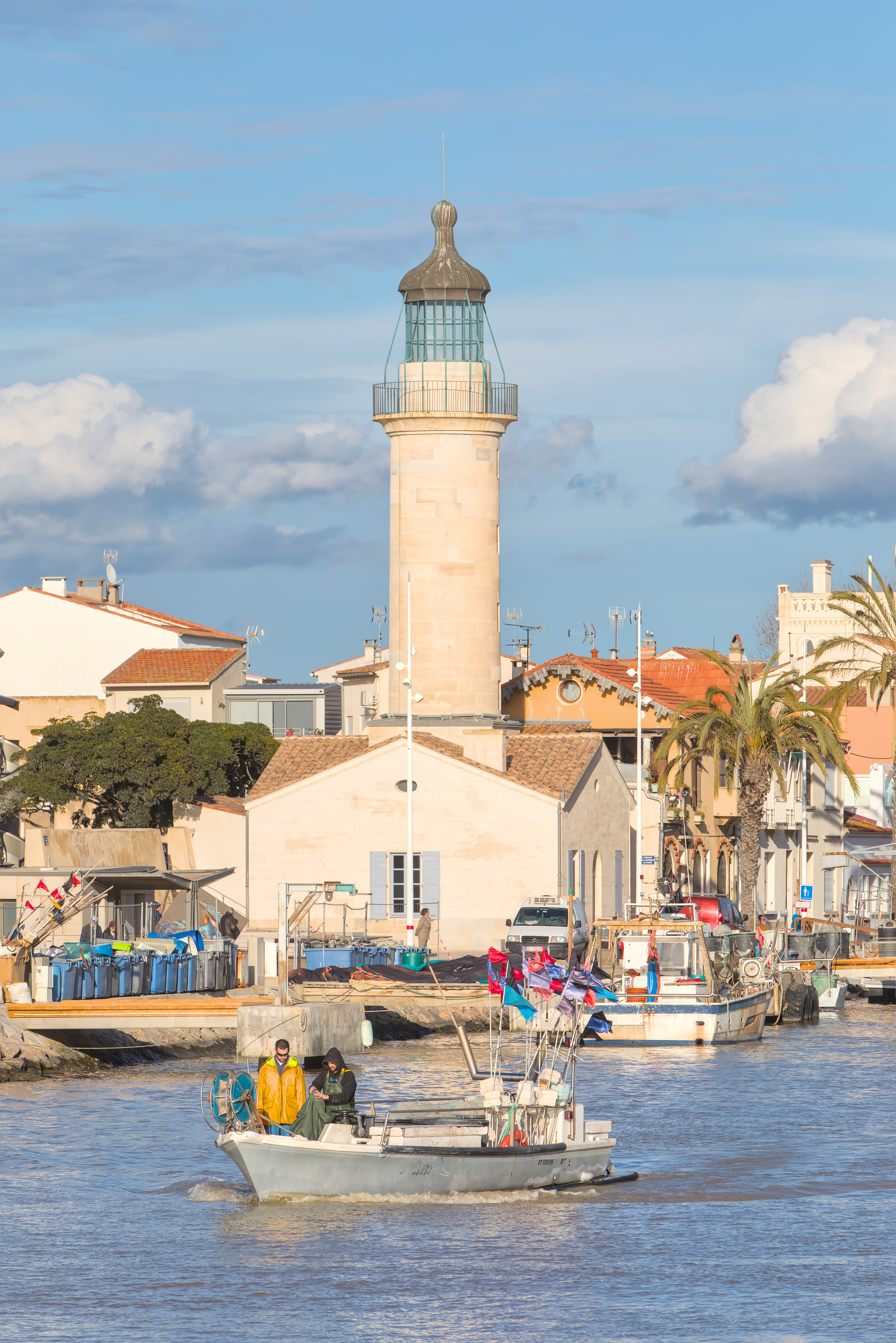
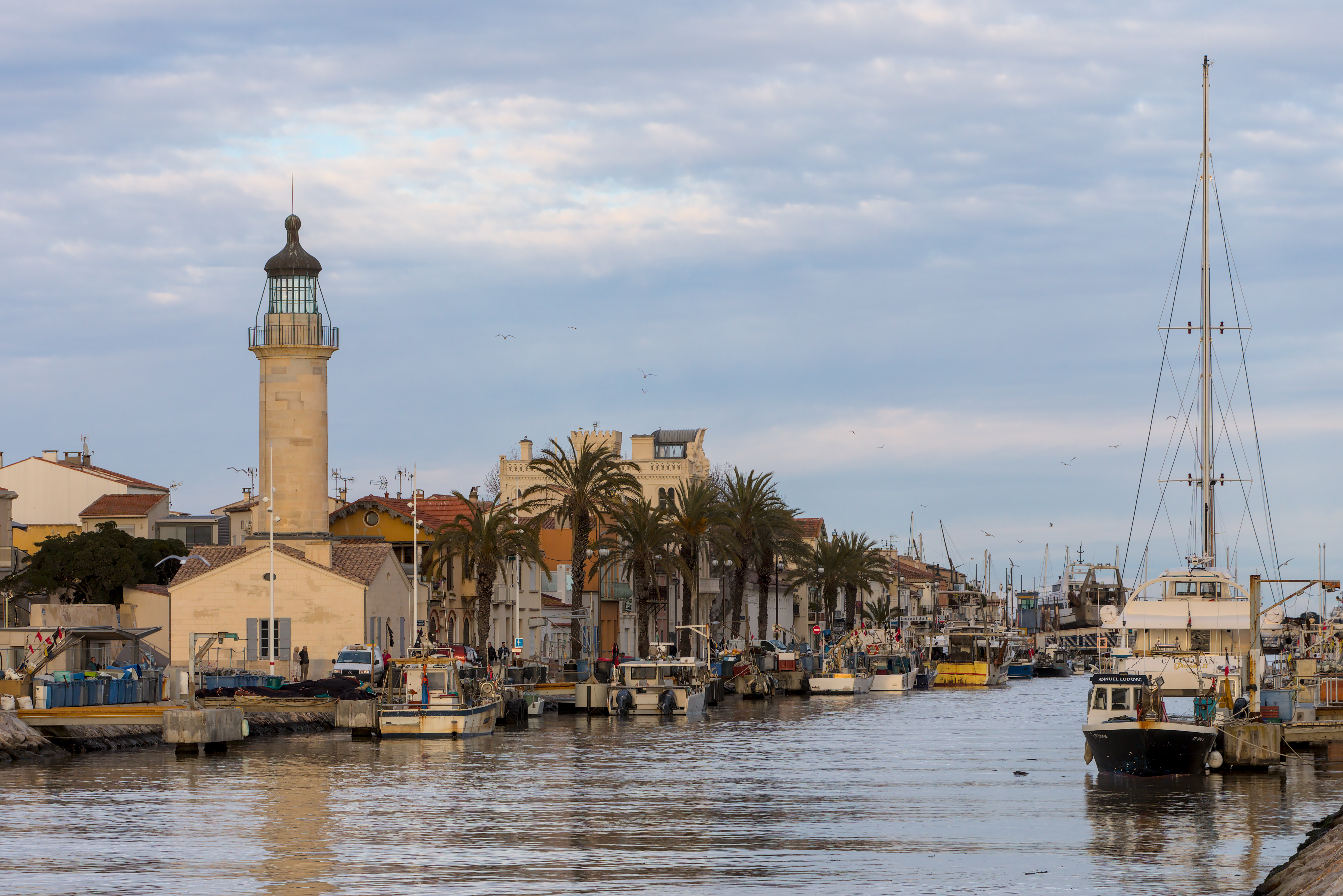
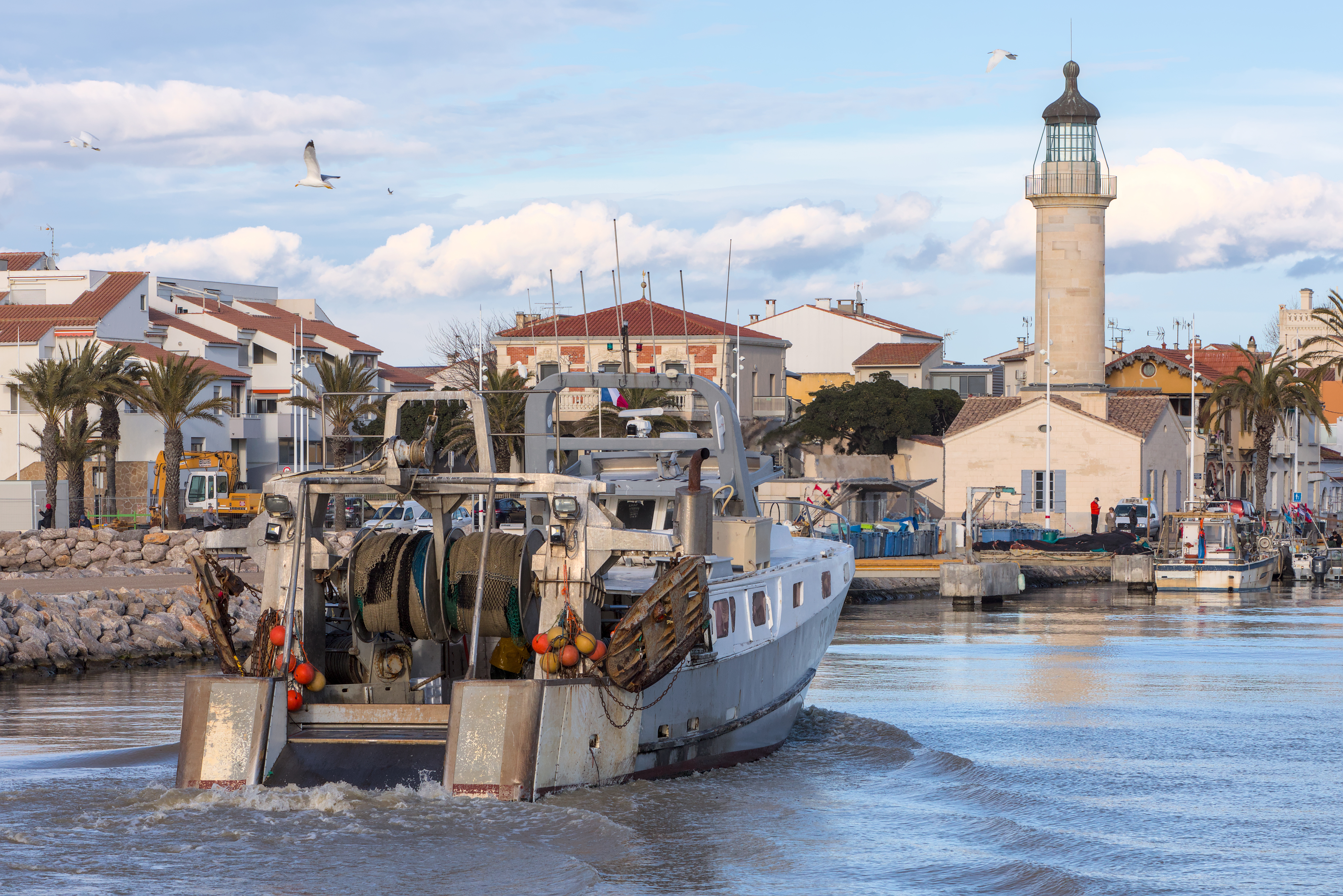